# Rhacochilus
Rhacochilus és un gènere de peixos pertanyent a la família dels embiotòcids.

## Taxonomia
- Rhacochilus toxotes (Agassiz, 1854)[2]
- Rhacochilus vacca (Girard, 1855)[3][4][5][6][7][8][9]